# Eishockey-Oberliga 1955/56
Die Saison 1955/56 der Eishockey-Oberliga war die achte Spielzeit der höchsten deutschen Eishockeyliga. Deutscher Meister wurde EV Füssen, der sich im nötig gewordenen Entscheidungsspiel gegen den SC Riessersee durchsetzen und damit seinen vierten Meistertitel in Folge gewinnen konnte.
Da der Modus zur Saison 1956/57 geändert und die Liga auf elf Mannschaften aufgestockt wurde, verblieb der letztplatzierte SC Weßling, ebenso wie der Vorletzte, die Düsseldorfer EG in der Liga. Zusätzlich zum Sieger der Endspiele der Aufstiegsrunde, dem Mannheimer ERC, stiegen auch der Verlierer Kölner EK und der Zweite der Aufstiegsgruppe Süd, der EV Kaufbeuren, in die Oberliga auf.

## Voraussetzungen

### Teilnehmer
- VfL Bad Nauheim
- EC Bad Tölz
- Düsseldorfer EG (Aufsteiger)
- EV Füssen (Titelverteidiger)
- Krefelder EV
- Preussen Krefeld
- SC Riessersee
- SC Weßling

### Modus
Wie im Vorjahr wurde der Deutsche Meister in einer Einfachrunde ausgespielt, sodass jeder Verein jeweils ein Heim- und ein Auswärtsspiel gegen die übrigen Mannschaften bestritt. Da der Modus zur Saison 1956/57 geändert und die Liga auf elf Mannschaften aufgestockt werden sollte, wurde auf den direkten Abstieg des Letztplatzierten sowie auf die Relegation des Vorletzten der Oberliga gegen den Zweitplatzierten der Aufstiegsrunde verzichtet. Stattdessen stiegen Sieger und Zweitplatzierter der Aufstiegsrunde sowie der Zweite der Aufstiegsgruppe Süd in die Oberliga auf.

## Abschlusstabelle
|    | Klub             | Sp | S  | U | N  | Tore    | Punkte |
| -- | ---------------- | -- | -- | - | -- | ------- | ------ |
| 1. | EV Füssen        | 14 | 12 | 0 | 02 | 144:033 | 24:04  |
| 2. | SC Riessersee    | 14 | 12 | 0 | 02 | 100:036 | 24:04  |
| 3. | EC Bad Tölz      | 14 | 09 | 0 | 05 | 078:044 | 18:10  |
| 4. | VfL Bad Nauheim  | 14 | 07 | 0 | 07 | 044:064 | 14:14  |
| 5. | Krefelder EV     | 14 | 05 | 0 | 09 | 055:063 | 10:18  |
| 6. | Preussen Krefeld | 14 | 04 | 1 | 09 | 043:113 | 09:19  |
| 7. | Düsseldorfer EG  | 14 | 03 | 1 | 10 | 046:094 | 07:21  |
| 8. | SC Weßling       | 14 | 03 | 0 | 11 | 039:102 | 06:22  |

Abkürzungen: Sp = Spiele, S = Siege, U = Unentschieden, N = Niederlagen
Erläuterungen: Meister

### Entscheidungsspiel um die Meisterschaft
| 17. März 1956 | EV Füssen | 4:2 (1:1, 3:1, 0:0) | SC Riessersee | Bad Tölz |

## Kader des Deutschen Meisters
| Deutscher Meister EV Füssen | Wilhelm Bechler, Karl Fischer, Martin Beck, Ernst Eggerbauer, Paul Ambros, Rudolf Hofmann, Kurt Sepp, Markus Egen, Max Pfefferle, Ernst Trautwein, Georg Guggemos, Xaver Unsinn, Oskar Mayrhans, Walter Krötz, Siegfried Schubert Cheftrainer: Frank Trottier |

## Aufstiegsrunde

### Nord
Die Meister der Landesligen Berlin (Berliner Schlittschuhclub), Hamburg (Hamburger Schlittschuh-Club) und Niedersachsen (WSV Braunlage) verzichteten. Der Meister der Landesliga Nordrhein-Westfalen, Kölner EK, stieg damit kampflos auf.

### Süd
Halbfinale
- Mannheimer ERC – TV 1846 Gießen kampflos
- ESV Kaufbeuren – Schwenninger ERC kampflos

Finale
- Mannheimer ERC – ESV Kaufbeuren 6:0